# Садківський степ
Са́дківський степ — ботанічний заказник загальнодержавного значення в Україні. Розташований у межах Устинівського району Кіровоградської області, на захід від села Садки. 
Площа 362,3 га. Створений згідно з Указом Президента України від 12 вересня 2005 року № 1238/2005. Перебуває у віданні Криничненської сільської ради. 
Створений з метою охорони унікальної степової ділянки, розташованої на плакорі межиріччя Березівки та Висуні. Тут зростають типові степові види рослин, серед яких астрагал шерстистоквітковий, занесений до Червоної книги України.